# Cryptops triangulifer
Cryptops triangulifer är en mångfotingart som först beskrevs av Karl Wilhelm Verhoeff 1937.  Cryptops triangulifer ingår i släktet Cryptops och familjen Cryptopidae. Inga underarter finns listade i Catalogue of Life.